# Jan Sýkora
Pour les articles homonymes, voir Sýkora.
Jan Sýkora, né le 29 décembre 1993 à Plzeň, est un footballeur international tchèque. Il évolue au poste d'ailier gauche au SK Sigma Olomouc.

## Carrière
Il honore sa première sélection internationale le 31 août 2016 lors d'un match amical contre l'Arménie.

## Statistiques
| Saison                | Club                     | Championnat           | Championnat | Championnat | Coupe(s) nationale(s) | Coupe(s) nationale(s) | Compétition(s) continentale(s) | Compétition(s) continentale(s) | Compétition(s) continentale(s) | Tchéquie | Tchéquie | Total | Total |
| Saison                | Club                     | Division              | M.          | B.          | M.                    | B.                    | Comp.                          | M.                             | B.                             | M.       | B.       | M.    | B.    |
| 2011-2012             | Sparta Prague            | Gambrinus Liga        | 0           | 0           | 1                     | 0                     | C3                             | 0                              | 0                              | -        | -        | 1     | 0     |
| 2012-2013             | Sparta Prague            | Gambrinus Liga        | 0           | 0           | 0                     | 0                     | C3                             | 0                              | 0                              | -        | -        | 0     | 0     |
| 2013-2014             | Sparta Prague            | Gambrinus Liga        | 0           | 0           | 0                     | 0                     | C3                             | 0                              | 0                              | -        | -        | 0     | 0     |
| 2014-2015             | FC Zbrojovka Brno (prêt) | Synot liga            | 26          | 4           | 0                     | 0                     | -                              | -                              | -                              | -        | -        | 26    | 4     |
| Sous-total            | Sous-total               | Sous-total            | 26          | 4           | 1                     | 0                     | -                              | 0                              | 0                              | -        | -        | 27    | 4     |
| 2015-2016             | Slovan Liberec           | Synot liga            | 21          | 1           | 4                     | 0                     | C3                             | 5                              | 0                              | -        | -        | 30    | 1     |
| 2016-2017             | Slovan Liberec           | Synot liga            | 5           | 0           | -                     | -                     | C3                             | 4                              | 3                              | 1        | 0        | 10    | 3     |
| Sous-total            | Sous-total               | Sous-total            | 26          | 1           | 4                     | 0                     | -                              | 9                              | 3                              | 1        | 0        | 40    | 4     |
| Total sur la carrière | Total sur la carrière    | Total sur la carrière | 0           | 0           | 0                     | 0                     | -                              | 0                              | 0                              | 1        | 0        | 1     | 0     |

## Palmarès

### En club
Slavia Prague
- Champion de Tchéquie en 2017 et 2019
- Vainqueur de la Coupe de Tchéquie en 2018 et 2019

 Lech Poznań
- Champion de Pologne en 2022

 Viktoria Plzeň
- Champion de Tchéquie en 2022

### Distinctions personnelles
Il est nommé dans l'équipe-type du Tournoi de Toulon 2016.